# Gunnar Dryselius
Gunnar Daniel Dryselius, född 2 maj 1907 i Sundsvall, död 16 september 1982 i Cascais, Portugal, var en svensk jurist och diplomat.

## Biografi
Dryselius avlade filosofie kandidatexamen vid Uppsala universitet 1928 och juris kandidatexamen vid Stockholms högskola 1933. Han blev attaché vid Utrikesdepartementet (UD) 1933 och tjänstgjorde i London 1934, Prag 1935–1936, var chargé d’affaires i Buenos Aires 1937–1938, 1939–1940, andre sekreterare där 1940–1944 och förste sekreterare vid UD 1944. Dryselius var konsul i Gdańsk 1945, byråchef vid UD 1946, konsul i New York 1947, Houston 1950–1958, generalkonsuls namn 1953, sändebud i Caracas 1958–1963, sidoackrediterad i Havanna, Ciudad Trujillo och Port-au-Prince från 1959, och Lissabon 1964–1970. Han var sändebud i disponibilitet från 1970.
Dryselius var son till häradsskrivare Victor Dryselius och Augusta Mattsson. Han gifte sig 1935 med Anna af Petersens (född 1912), dotter till jägmästare Gustaf af Petersens och friherrinnan Märta Rappe.

### Utmärkelser
- Riddare av Nordstjärneorden (RNO)[3]
- Kommendör av Argentinska förtjänstorden Al Merito (KArgAM)[3]
- Kommendör av Danska Dannebrogsorden (KDDO)[3]
- Kommendör av Mexikanska Örnorden (KMexÖO)[3]
- Riddare av Tjeckoslovakiska Vita Lejonets orden (RTjslVLO)[3]